# El Hameri
 (mai 2023).
El Hameri est un village de Kabylie situé dans la commune de Freha, daïra d'Azazga, wilaya de Tizi Ouzou, en Algérie, rattaché au Âarch d'Aït Djennad.

## Géographie

### Localisation
El Hameri est situé à 26 km à l'est de Tizi Ouzou et au centre de la wilaya de Tizi Ouzou. Elle est délimitée :
- au nord, par le village de Imaloussene ;
- à l'est, par la commune de Freha ;
- au sud, par le village de Kahra ;
- à l'ouest, par le village de Nezla (Igharbiène).

|                    | Imaloussene |                  |
| Nezla (Igharbiène) | El Hameri   | Commune de Freha |
|                    | Kahra       | Aït M'Hand       |

## Histoire

### Les familles du village
El Hameri est composé de 9 familles originaires de Aït Ouahend, commune de Timizart.

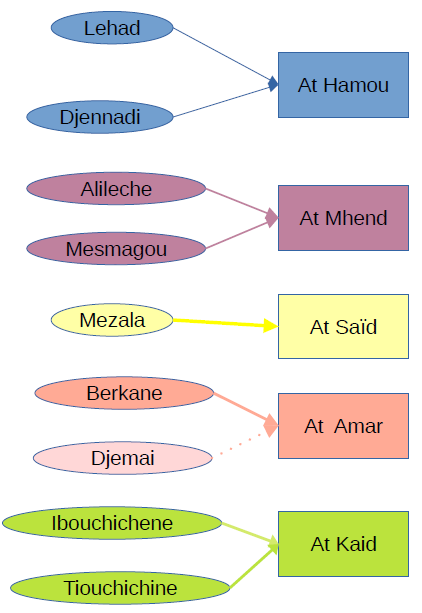
La relation entre les familles du village.

- Alileche
- Berkane
- Djemai
- Djennadi
- Ibouchichene
- Lehad
- Mesmagou
- Mezala
- Tiouchichine

### Une brève histoire
Le village a commencé à être peuplé pendant la guerre d'Algérie, avec pratiquement les mêmes familles descendant de la montagne (Adrar) Aït Ouahend. Ils cherchaient probablement une vie plus facile, la possibilité de cultiver et d'élever du bétail, en raison des difficultés liées à la guerre et à la vie en montagne. De plus, on retrouve les mêmes familles dans le village d'Aït Ouahend. Il est également important de noter que les habitants d'El Hameri possèdent également une part de terre dans le village d'Aït Ouahend. Sans oublier que le village d'El Hameri fait partie des Âarch d'Aït Djennad,.

### Traditions

#### Timechret
Chaque année, à l'approche d'Achoura ou de l'Aïd, les familles du village se préparaient avec enthousiasme. Les paysans nourrissaient et prenaient soin de deux veaux spécialement choisis. Ces animaux étaient élevés avec tendresse et attention tout au long de l'année, dans l'attente du jour béni.
Le jour de Timechret (offrande), au lever du soleil, les villageois se rassemblaient dans la cour de la mosquée. Ils échangeaient des salutations chaleureuses et des vœux de paix, puis se dirigeaient vers un grand pré préparé pour l'occasion. Les veaux, magnifiques et bien nourris, y paissaient paisiblement.
Un par un, les hommes du village se portaient volontaires pour participer à l'acte de partage. Ils formaient des équipes, se munissaient de couteaux affûtés et procédaient à la découpe des veaux avec soin et respect. Chaque membre de l'équipe savait qu'il s'agissait d'un acte sacré et symbolique, empreint de générosité.
Une fois les veaux découpés, la viande était partagée en deux parts égales. Une partie était destinée aux familles du village, pour qu'elles puissent préparer des festins copieux et se réjouir de cette occasion spéciale. L'autre partie était consacrée aux plus démunis de la communauté, afin de veiller à ce que personne ne soit exclu des célébrations.
Les villageois distribuaient la viande aux familles nécessiteuses avec des sourires radieux et des paroles de réconfort. Chacun prenait soin de s'assurer que les plus vulnérables étaient pris en charge, que personne ne manquait de nourriture en cette journée bénie. C'était un moment de partage et de solidarité qui unissait le village tout entier.
Au fil des années, cette tradition était devenue une source de fierté pour le village. Elle symbolisait leur attachement à des valeurs telles que l'entraide, la compassion et la bienveillance envers autrui. Grâce à cette coutume, le village avait acquis une réputation d'hospitalité et de solidarité.
Et ainsi, année après année, à chaque Achoura ou Aïd, les habitants de ce village continuaient de couper deux veaux pour les partager avec les plus démunis. Ils perpétuaient ainsi une tradition qui leur rappelait l'importance de prendre soin les uns des autres et de cultiver un esprit de partage et de compassion tout au long de l'année.

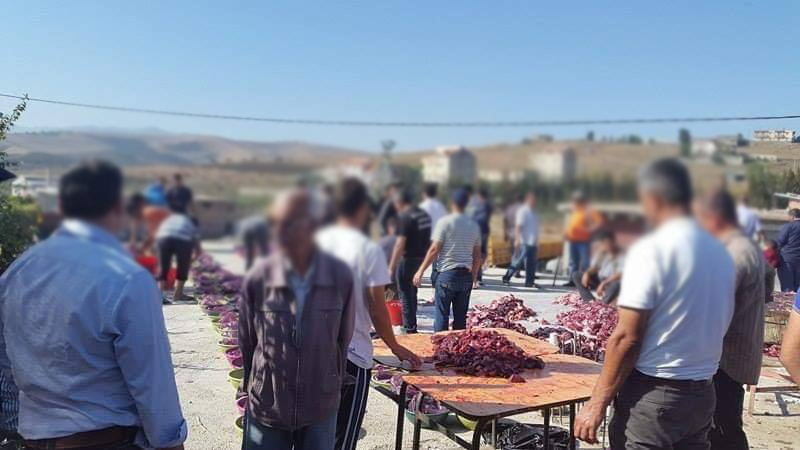
Timechret avec les gens du village.
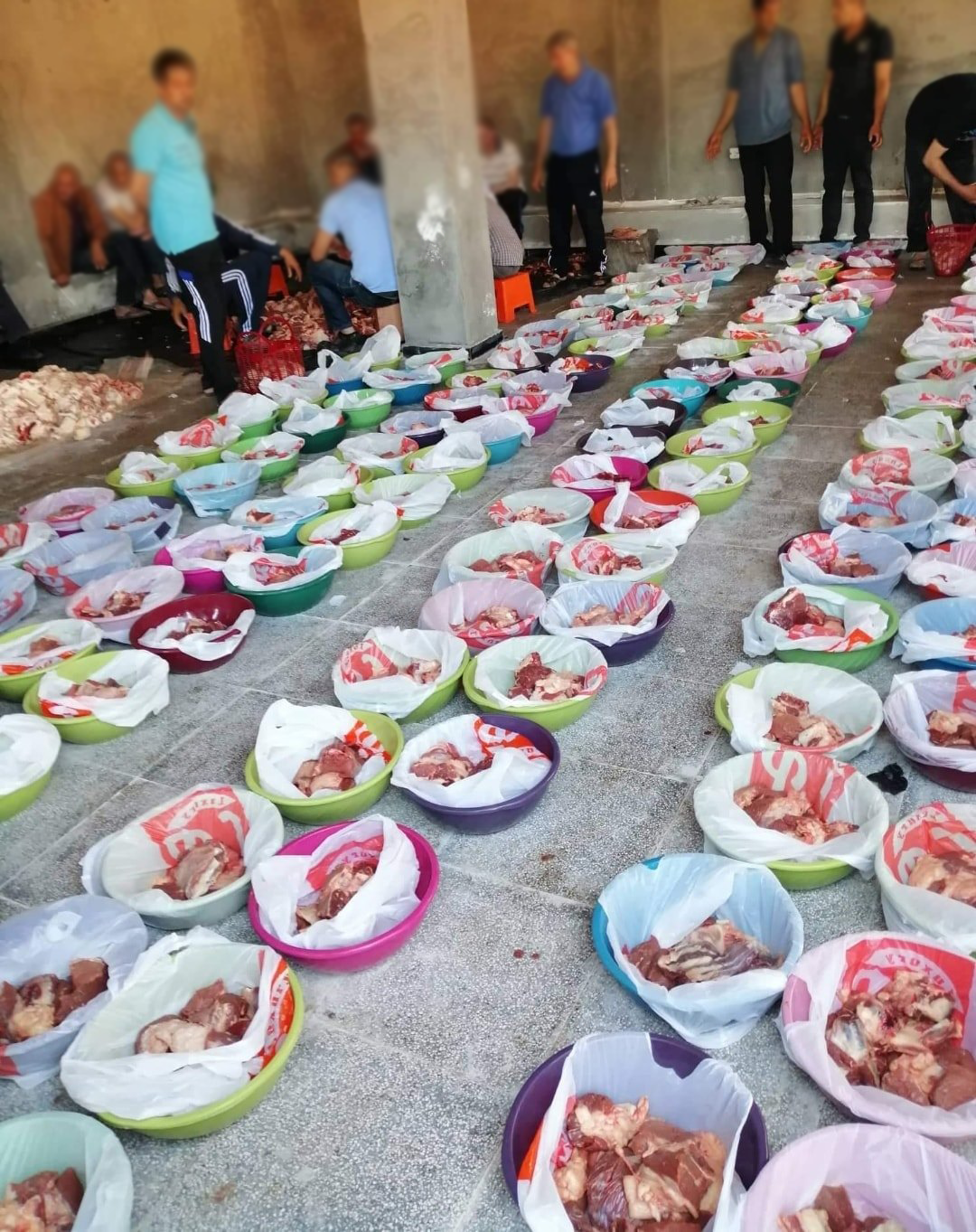
Timechret avec les gens du village.

## Économie
Dans ce village, l'économie repose principalement sur l'agriculture et l'élevage du bétail. Les terres fertiles du village sont exploitées pour la culture de diverses cultures vivrières telles que les céréales, les légumes et les fruits. Les agriculteurs locaux utilisent des techniques traditionnelles de culture, en travaillant en harmonie avec la nature pour assurer des récoltes abondantes.
L'élevage du bétail joue également un rôle essentiel dans l'économie du village. Les éleveurs locaux élèvent des vaches, des moutons et d'autres animaux domestiques pour la production de lait, de viande et d'autres produits dérivés. Les animaux sont nourris avec des pâturages naturels et soignés avec attention pour garantir leur santé et leur bien-être.
La coopération entre les agriculteurs et les éleveurs est cruciale pour maintenir l'équilibre économique du village. Les agriculteurs fournissent du foin, des céréales et d'autres aliments pour le bétail, tandis que les éleveurs fournissent du fumier et d'autres matières organiques qui servent d'engrais naturel pour les cultures.
Les produits agricoles et d'élevage du village sont vendus sur les marchés locaux, où ils sont très appréciés pour leur qualité et leur fraîcheur. Certains produits sont aussi transformés localement, tels que la production de fromages, de yaourts et d'autres produits laitiers.
L'économie de ce village repose sur le savoir-faire ancestral des agriculteurs et des éleveurs, qui transmettent leurs connaissances de génération en génération. Cette économie durable et respectueuse de l'environnement contribue à la subsistance des habitants du village et à la préservation de leur culture agricole traditionnelle.

### Les projets réalisés et futurs
Le village a connu des améliorations significatives depuis 1991, avec l'introduction de l'électricité et la mise en place de conduites d'eau. Ces développements ont considérablement amélioré la vie des habitants, leur offrant un meilleur accès à des ressources essentielles. De plus, une avancée majeure est survenue dans les années 2020 avec le bitume des axes routiers du village.

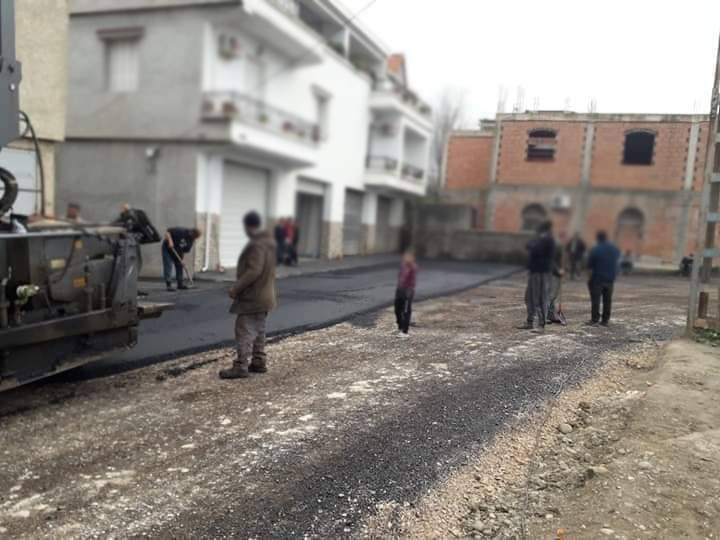
La bitume des axes routiers du village.

Grâce à cette mise à niveau des routes, les habitants ont bénéficié d'une meilleure circulation et d'une connectivité améliorée. Les routes bitumées ont facilité les déplacements à l'intérieur et à l'extérieur du village, favorisant ainsi le développement économique local.
Cependant, malgré ces améliorations, il subsiste un autre défi important à relever, l'absence d'une infrastructure internet adéquate. De nos jours, où l'internet est devenu un outil essentiel pour le travail, l'éducation et la communication, le village ressent le besoin pressant de se connecter au monde numérique. Les habitants ont constaté que leurs villages voisins ont déjà bénéficié d'installations internet, ce qui a ouvert de nouvelles possibilités et facilité la vie quotidienne.
Face à cette réalité, de nombreux résidents se sont mobilisés pour demander aux autorités compétentes d'installer une infrastructure internet dans le village. Cette demande est particulièrement adressée à Monsieur le Maire de Freha, conscient de l'importance cruciale d'internet de nos jours, tant pour le développement économique que pour l'éducation des enfants.
Les habitants du village comprennent que l'accès à internet offrirait de nouvelles opportunités pour les entrepreneurs locaux, faciliterait l'apprentissage en ligne pour les élèves et étudiants, et permettrait une communication plus rapide et efficace avec le reste du monde. Ils espèrent que cette demande sera entendue et que des mesures seront prises pour combler cette lacune numérique.
En unissant leurs voix, les habitants du village espèrent que leur appel à l'installation d'une connexion internet sera entendu et que des mesures seront prises pour leur offrir les mêmes possibilités que celles dont bénéficient leurs villages voisins. Ils croient fermement que l'accès à internet est un droit fondamental et qu'il est essentiel pour le développement et l'épanouissement de la communauté, en particulier pour l'éducation et l'avenir de leurs enfants.

### Les infrastructures du village
Les infrastructures importantes du village comprennent une mosquée et une école primaire.
La mosquée est un lieu de culte central où les membres de la communauté se réunissent pour pratiquer leur foi et participer à des activités religieuses. Elle joue un rôle crucial dans la vie spirituelle et sociale du village, offrant un espace de prière, d'enseignement religieux et de rassemblement pour les habitants.
L'école primaire est un établissement éducatif essentiel qui offre une éducation de base aux enfants du village. C'est là que les élèves acquièrent les fondamentaux de l'apprentissage, y compris la lecture, l'écriture, les mathématiques et d'autres disciplines. L'école primaire joue un rôle clé dans le développement intellectuel et social des enfants, en leur fournissant les compétences nécessaires pour poursuivre leur éducation et leur épanouissement futur.
Ces infrastructures, la mosquée et l'école primaire, sont des piliers importants de la vie du village. Elles favorisent la cohésion sociale, la transmission des valeurs culturelles et religieuses, ainsi que le développement des générations futures. Elles sont des points de référence essentiels et des lieux d'échange pour la communauté, contribuant ainsi à la croissance et à la stabilité du village,.

## Galerie

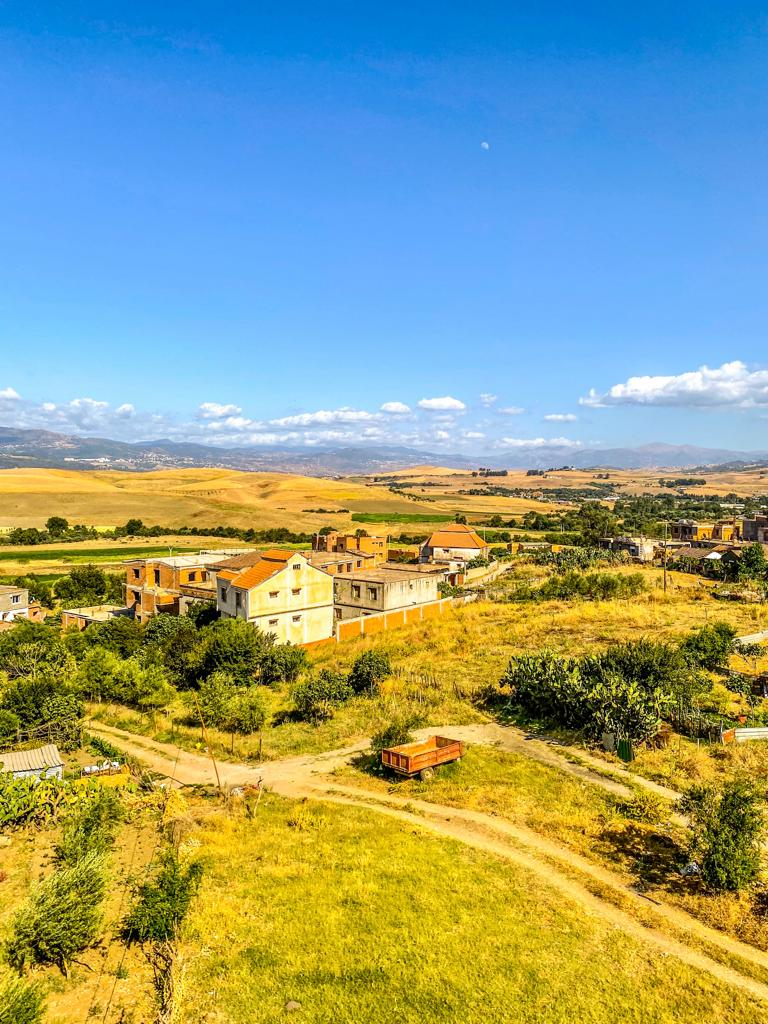
Vue partielle côté sud-est.
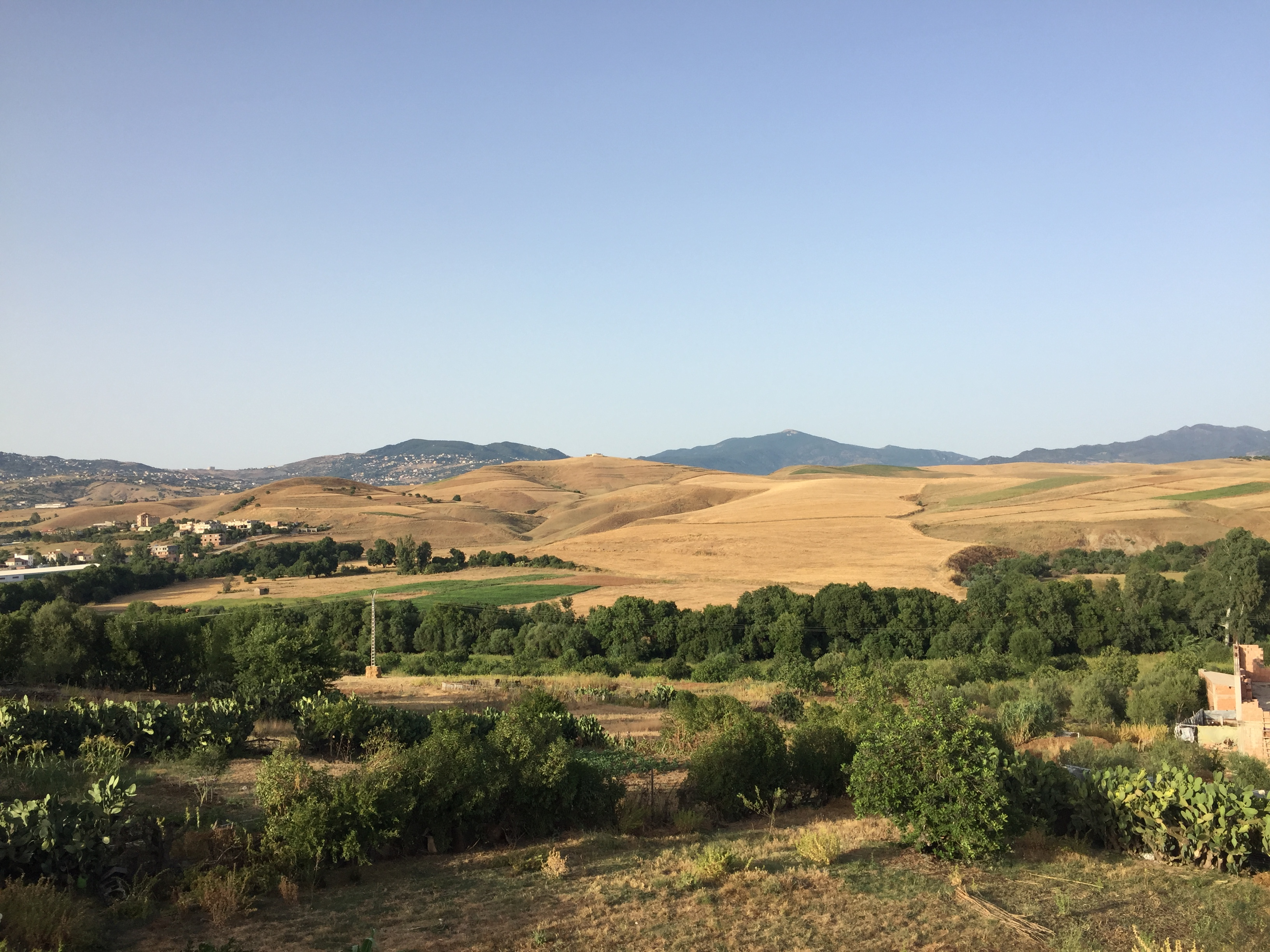
Vue partielle côté nord-est (champ agricole).
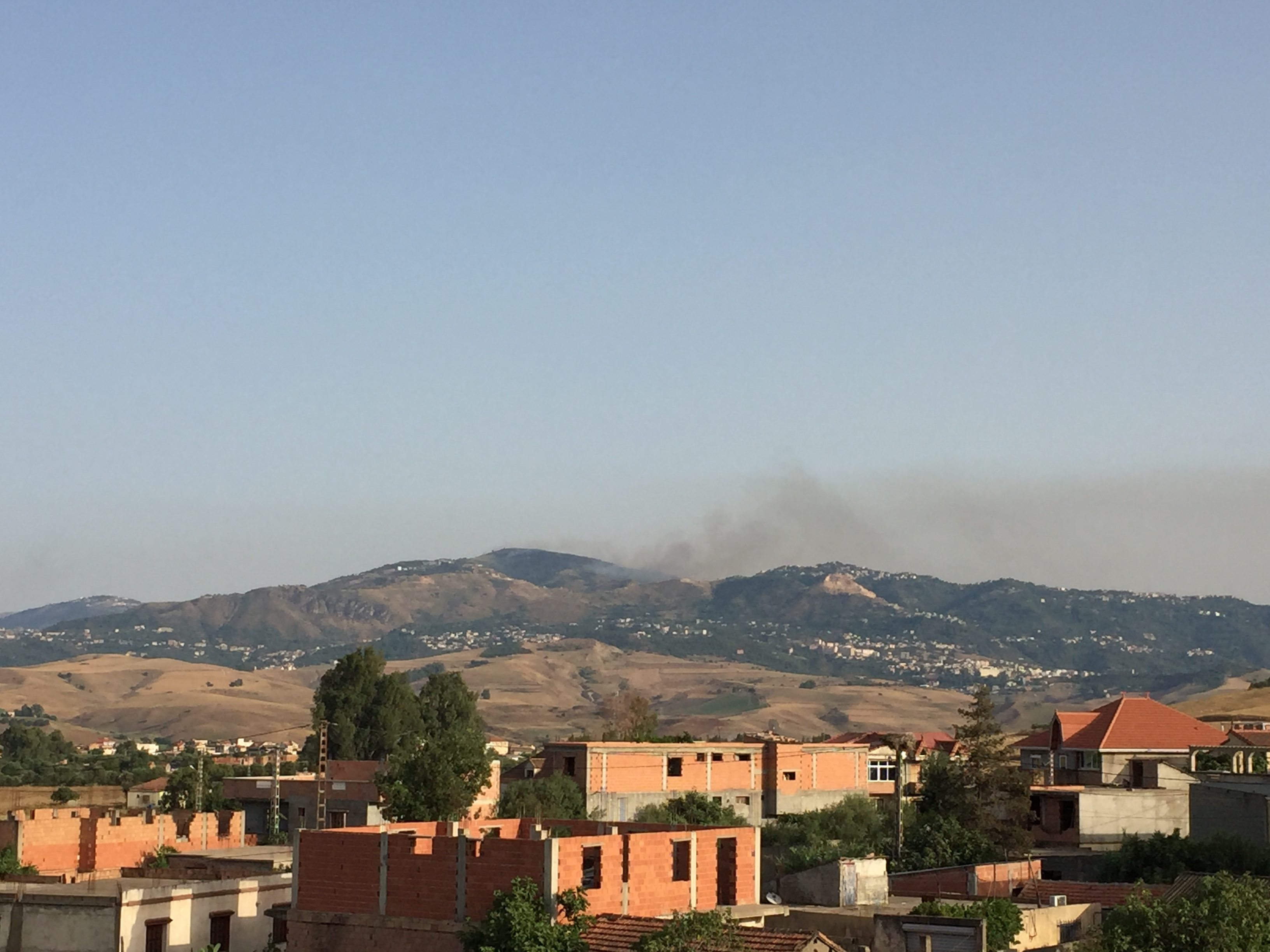
Vue partielle côté sud.
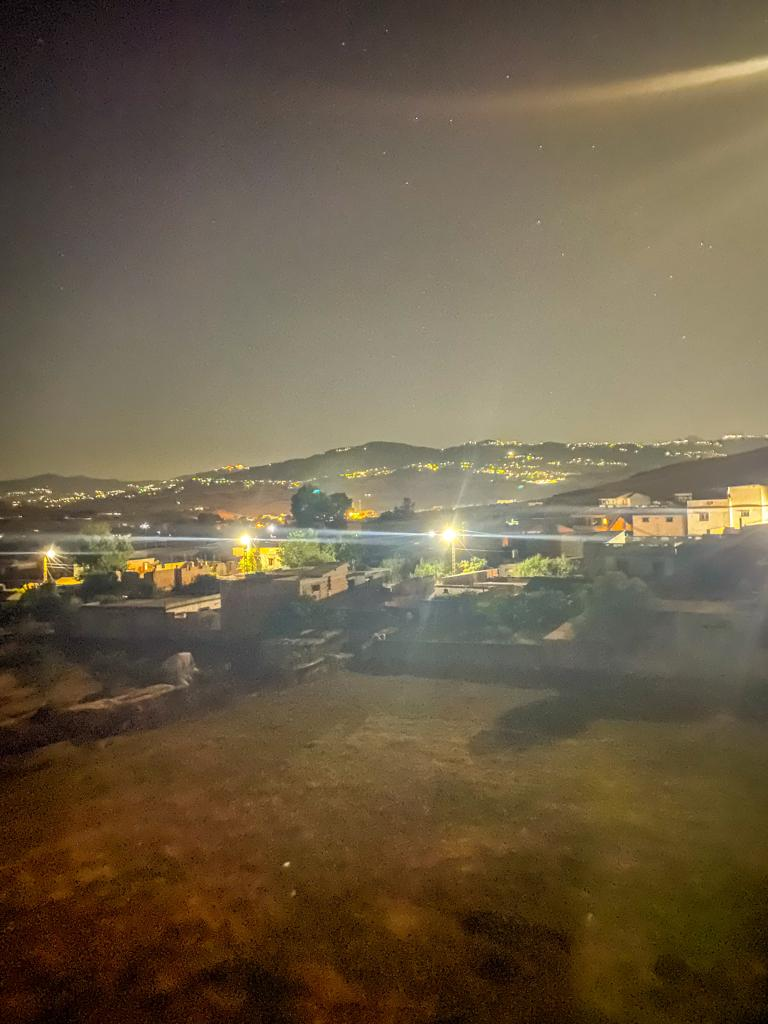
Vue partielle la nuit côté sud.
Vue panoramique